# إيمون
إيمون (بالإنجليزية: Eamon)‏ هو مغن مؤلف ومغني أمريكي، ولد في 19 سبتمبر 1984 في جزيرة ستاتن في الولايات المتحدة.

## وصلات خارجية
- الموقع الرسمي
- إيمون على موقع IMDb (الإنجليزية)
- إيمون على موقع ميوزك برينز (الإنجليزية)
- إيمون على موقع أول ميوزيك (الإنجليزية)
- إيمون على موقع ديسكوغز (الإنجليزية)